# Rinus Munnikes
Rinus Munnikes (1926 – 2001) was een Nederlands korfballer en korfbalcoach. Hij werd als speler eenmaal Nederlands kampioen en speelde 28 interlands met het Nederlands korfbalteam. Zijn dochter, Renske speelde ook op het hoogste niveau korfbal. Munnikes zorgde er ook voor dat het niveau van korfbal in Duitsland omhoog ging, want eind jaren 60 verzorgde hij trainingen bij Duitse clubs.

## Spelerscarrière
Munnikes speelde bij de Amsterdamse club LUTO. Hij debuteerde in seizoen 1947-1948 in het eerste team van de club, op 21-jarige leeftijd.
LUTO speelde in de hoogste klasse van het Nederlands korfbal, namelijk de Hoofdklasse. In deze periode werd korfbal enkel op het veld (buiten) gespeeld. Zaalkorfbal (bij introductie micro-korfbal genoemd) werd pas in 1956 geïntroduceerd in competitieverband.
In de jaren '60 werd korfbal voornamelijk gedomineerd door Amsterdamse ploegen, waar LUTO er 1 van was. Andere topploegen die ook de meeste prijzen pakten waren andere Amsterdamse ploegen, zoals ROHDA, AKC Blauw-Wit, Westerkwartier en Archipel.
In seizoen 1962-1963 zat LUTO dicht bij een finaleplek bij het veldkorfbal. LUTO verzamelde 32 punten uit 20 wedstrijden en kwam net 2 punten tekort voor een 1e plaats.
In seizoen 1964-1965 was de veldcompetitie anders opgezet. In plaats van 2 Hoofdklasses was de veldcompetitie teruggebracht naar 1 Hoofdklasse, waarbij er geen finale gespeeld zou worden. Na de competitie zou de nummer 1 de kampioen worden. In dit seizoen lukte het Munnikes en LUTO wel, want LUTO stond na de reguliere competitie (22 wedstrijden) op een gedeelde 1e plaats met ROHDA. Er moest er een beslissingswedstrijd gespeeld worden om te bepalen welke ploeg definitief 1e zou worden en zich dus zou plaatsen voor de veldfinale. Deze beslissingswedstrijd werd gespeeld op 14 juni 1965 en de stond na de reguliere speeltijd 4-4. Na de verlenging stond het 6-6, waardoor de wedstrijd besloten moest worden via strafworpen. LUTO won deze serie en werd zodoende landskampioen op het veld. Munnikes speelde zelf een belangrijke rol in deze beslissingswedstrijd, want Munnikes scoorde in de wedstrijd in de laatste minuut de gelijkmakende 4-4 binnen. Zodoende was Munnikes op 39-jarige leeftijd alsnog Nederlands kampioen.
Seizoen 1965-1966 was zijn laatste seizoen als actieve speler op het hoogste niveau. Hij stopte op 40-jarige leeftijd.

## Erelijst als speler
- Nederlands kampioen veldkorfbal, 1× (1965)

## Oranje
Al in 1950 werd Munnikes geselecteerd voor het Nederlands korfbalteam. Uiteindelijk speelde hij 28 officiële interlands, waarvan hij er 3 in de zaal speelde en 25 op het veld.

## Coach

### LUTO
Na zijn carrière als speler werd Munnikes meteen aangesteld als hoofdcoach bij LUTO.
In zijn eerste seizoen als coach, 1966-1967 werd LUTO in de veldcompetitie 3e en in de zaal 2e. Zo miste LUTO in de zaal dus net een plek in de zaalfinale, een nieuw evenement.
Munnikes was ook coach in het seizoen erna, 67-68. In dit seizoen werd LUTO 6e op het veld en 3e in de zaal. Na 2 seizoenen bij LUTO stopte hij en werd de heer Schenk de nieuwe coach van de club.

### EKCA en West Duitsland
In 1968 werd Munnikes coach bij de Arnhemse club E.K.C.A., een ploeg die niet in de hoogste klasse speelde. In hetzelfde jaar ging Munnikes ook over de grens trainingen geven, want korfbal werd populairder in West Duitsland. Zodoende gaf hij training bij onder andere de Duitse club Schweriner KC.
Munnikes was drie seizoenen coach bij EKCA en stopte daar in 1971.

### Terug bij LUTO
In mei 1972 werd Munnikes door LUTO gevraagd om coach te worden, tijdens het seizoen. In dit seizoen, 1971-1972 stopte coach Jan van der Bol vroegtijdig, mogelijk vanwege een kwestie rondom Jan Wals en Tom van Rhee. Zodoende kwam LUTO zonder hoofdcoach te zitten. De spelersgroep wilden graag Munnikes als coach. Munnikes maakte het seizoen af.
Munnikes bleef ook nog coach voor het seizoen erna, 1972-1973. LUTO bleef in dit seizoen hangen in de middenmoot. Na dit seizoen kwam Jan van der Bol terug als coach.

### DETO
In 1974 werd Munnikes de nieuwe hoofdcoach bij de Eindhovense club DETO. Deze club trad in 1973 toe tot de top van Nederland en in Munnikes zijn eerste seizoen bij de club, 1974-1975 deed de ploeg het goed. De ploeg speelde in de veldcompetitie nog niet in de Hoofdklasse, maar wel in de zaalcompetitie. Daarin eindigde DETO als 3e in de Hoofdklasse A, met slechts 3 punten achter de nummer 2. In de veldcompetitie promoveerde DETO onder leiding van Munnikes in 1975 naar de Hoofdklasse.
In 1975-1976, Munnikes zijn 2e seizoen als coach, speelde DETO in beide competities in de Hoofdklasse en deed dit als relatieve nieuwkomer erg goed. Sterker nog, in de zaalcompetitie stond DETO na de reguliere competitie op een gedeelde 1e plaats in de Hoofdklasse A, samen met HKV. Via een beslissingsduel werd beslist welke ploeg eerste zou worden en dus finalist zou worden. Deze wedstrijd werd gespeeld op donderdag 4 maart 1976 op dezelfde locatie als de finale, namelijk Ahoy, Rotterdam. De wedstrijd werd gewonnen door DETO met 11-10. Zodoende speelde DETO de zaalfinale van 1976.
In deze zaalfinale was het Haagse Ons Eibernest de tegenstander. DETO verloor de finale met 13-9. In de veldcompetitie werd DETO uiteindelijk 3e.
In seizoen 1977-1978 had DETO een lastig seizoen. In de zaal werd de ploeg nog middenmoter, maar in de veldcompetitie degradeerde de ploeg.
In het seizoen erna, 1978-1979 zat DETO dicht bij een finaleplaats in de zaalkorfbalcompetitie. Uiteindelijk werd de ploeg 2e in de Hoofdklasse A.
Seizoen 1979-1980 bleek wederom een lastig seizoen voor Munnikes en DETO. In de zaal werd ternauwernood degradatie ontlopen, maar in de veldcompetitie degradeerde de ploeg wel. Na 6 seizoenen stopte Munnikes als hoofdcoach bij de club.		

### Steeds Hooger
In 1981 werd Munnikes de coach bij Hoofdklasser Steeds Hooger, een ploeg uit Apeldoorn.
In dit seizoen, 1981-1982 degradeerde de ploeg zowel in de veld- als in de zaalcompetitie uit de Hoofdklasse.

### ROHDA
In 1985 werd Munnikes benaderd door het Amsterdamse ROHDA. De ploeg stond weliswaar in de zaalfinale van 1985, maar brak hierna met coach Anton Poelstra. Munnikes werd gevraagd om de nieuwe hoofdcoach te worden.
In dit seizoen, 1985-1986 deed Munnikes het meteen goed met ROHDA. In de zaalcompetitie bleef het concurrent Fortuna met 1 punt voor en eindigde zo als eerste in de Hoofdklasse B, waardoor de ploeg zich voor het tweede jaar op rij plaatste voor de zaalfinale. In de finale was DKOD de tegenstander, een ploeg onder leiding van bondscoach Ben Crum.
Munnikes had een bijzondere tactiek bedacht voor de finale ; zo wilde hij zijn sterspeler René Kruse opofferen en Marco Lauf in de aanvalspunt zetten. In eerste instantie kwam DKOD met 3-0 voor maar ROHDA boog dit voor rust nog om naar 7-5. In de tweede helft voerde ROHDA de verdedigende druk op en won uiteindelijk de wedstrijd met 14-12. ROHDA was voor de eerste keer in de clubhistorie Nederlands zaalkampioen. In de veldcompetitie speelde de ploeg geen rol van betekenis.
In Munnikes zijn tweede seizoen bij ROHDA, 1986-1987 was de eerste horde de Europacup van 86. Als Nederlands zaalkampioen nam ROHDA deel aan dit internationale toernooi. ROHDA doorliep gemakkelijk de poulefase en versloeg hier het Duitse Adler Rauxel en het Engelse Mitcham. In de finale was de tegenstander het Belgische AKC. De finale was spannend en de ploegen waren aan elkaar gewaagd. Toch won ROHDA met 16-14 en won zodoende de Europacup.
In de Nederlandse competitie werd ROHDA 3e in de zaal en 5e op het veld.
Na twee seizoenen nam Munnikes afscheid van de club als hoofdcoach. Zijn opvolger was Theo Korporaal.

## Erelijst als coach
- Nederlands kampioen zaalkorfbal, 1× (1986)
- Europacup kampioen zaalkorfbal, 1× (1987)